# Hyporhamphus gernaerti
Hyporhamphus gernaerti is een straalvinnige vissensoort uit de familie van halfsnavelbekken (Hemiramphidae). De wetenschappelijke naam van de soort werd voor het eerst geldig gepubliceerd in 1847 door Achille Valenciennes.